# Michael Greger
Michael Herschel Greger (Miami, 25 ottobre 1972) è un medico e divulgatore scientifico statunitense che si occupa di questioni di salute pubblica, noto soprattutto per la sua difesa di una dieta vegetale a base di cibi integrali e la sua opposizione ai prodotti alimentari di origine animale.

## Carriera

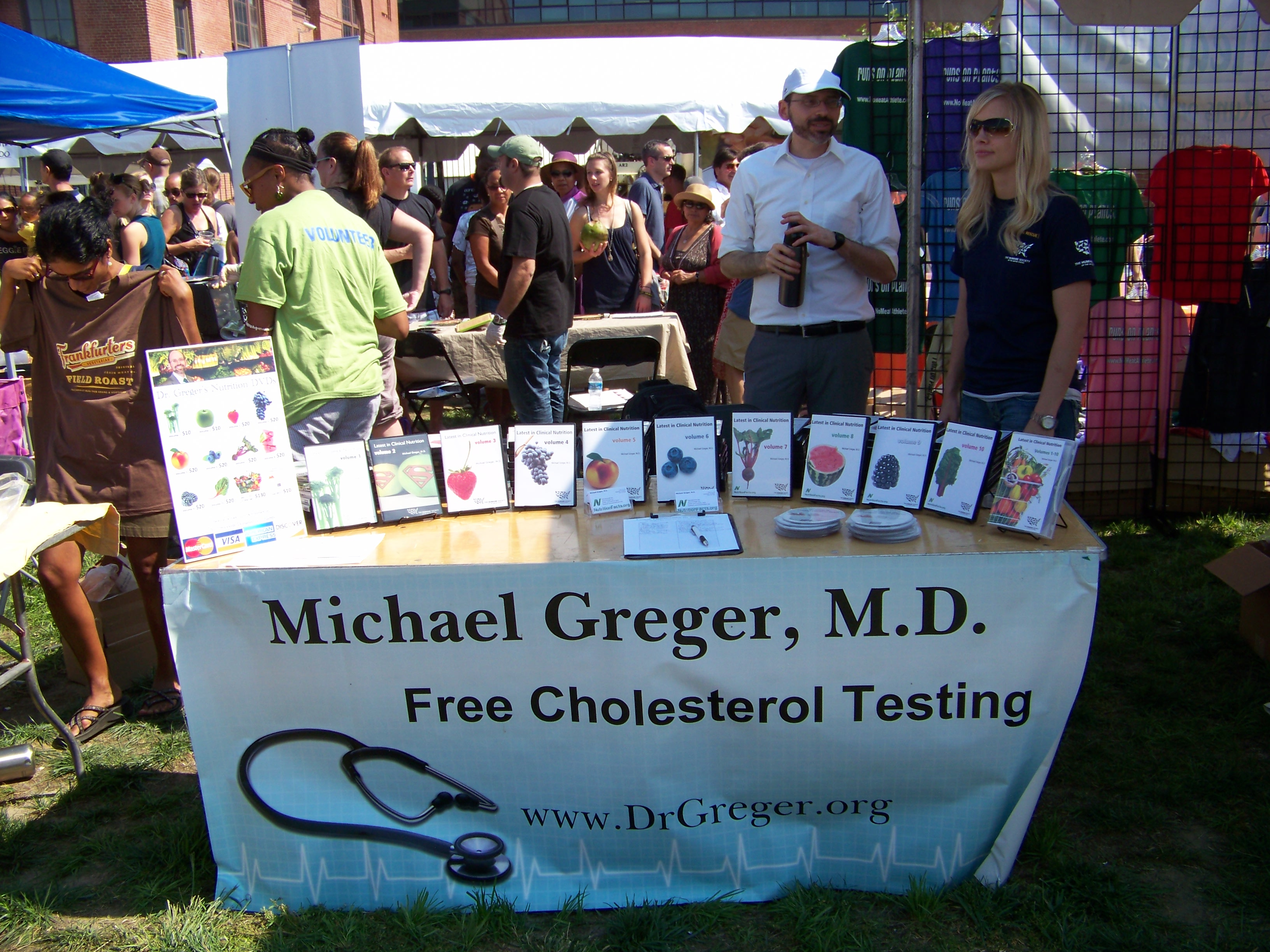
Greger nel 2007

Greger frequentò la Cornell University School of Agriculture, dove da giovane scrisse in modo informale sui pericoli dell'encefalopatia spongiforme bovina, comunemente nota come "malattia della mucca pazza", su un sito web che pubblicò nel 1994. Nello stesso anno, è stato assunto per lavorare su problemi della mucca pazza per Farm Sanctuary, vicino a Cornell, ed è diventato vegano dopo aver visitato un recinto per il bestiame destinato al macello, come parte del suo lavoro con Farm Sanctuary.  Nel 1998, è apparso come teste qualificato, testimoniando sull'encefalopatia spongiforme bovina quando i produttori di bestiame hanno citato in giudizio senza successo Oprah Winfrey per diffamazione per le dichiarazioni che aveva fatto sulla sicurezza della carne nel 1996.
Si iscrisse alla Tufts University School of Medicine, originariamente per il suo dottorato di Medicina e Filosofia, ma si ritirò dal dottorato di filosofia per perseguire solo la laurea in medicina. Si è laureato nel 1999 come medico di medicina generale specializzato in nutrizione clinica . Nel 2001, è entrato a far parte dell'Associazione dei consumatori organici per lavorare su questioni relative alla mucca pazza, di cui ha parlato ampiamente quando sono comparsi casi di mucca pazza negli Stati Uniti e in Canada, chiamando la mucca pazza "La peste del XXI secolo "
Nel 2004, ha lanciato un sito Web e pubblicato un libro critico sulla dieta Atkins e altre diete a basso contenuto di carboidrati .
Nel 2004, l'American College Of Lifestyle Medicine è stata fondata a Loma Linda, e Greger è stato membro fondatore come una delle prime cento persone a far parte dell'organizzazione.
Nel 2005 è entrato a far parte della divisione per il benessere degli animali da allevamento della Humane Society come direttore della sanità pubblica e dell'agricoltura animale. Nel 2008, ha testimoniato davanti al Congresso dopo che la Humane Society ha pubblicato il suo video sotto copertura della Westland Meat Packing Company, che mostrava animali malati che entravano nell'approvvigionamento di carne e che ha portato l'USDA a forzare il richiamo di 143 milioni di chili di carne, alcuni dei quali erano stati inseriti nel programma del pranzo scolastico della nazione.
Nel 2011 ha lanciato il sito web NutritionFacts.org con finanziamenti della Fondazione Jesse & Julie Rasch.
Nelle sue lezioni, video e scritti sulla nutrizione, cerca di convincere la gente a cambiare le loro abitudini alimentari da una dieta modello occidentale ad una dieta integrale, a base vegetale, che, dice, può prevenire e invertire il decorso di molte malattie croniche.: È critico nei confronti di alcuni altri medici per non aver incoraggiato i loro pazienti ad adottare diete a base vegetale ed evitare prodotti a base animale e ha criticato l'USDA, sostenendo che "un conflitto di interessi nella loro dichiarazione di intenti" protegge gli interessi economici dei produttori alimentari a discapito delle chiare linee guida dietetiche.

## Accoglienza
Bird Flu: A Virus of Our Own Hatching ha ricevuto una recensione favorevole dove si diceva che fosse "interessante e informativo sia per gli scienziati che per i non addetti ai lavori", ma l'esperto di sanità pubblica David Sencer fu critico nei confronti del libro, scrivendo che "si concentra fortemente sugli scenari del giorno del giudizio e offre poco in termini di consigli pratici al pubblico" e che "un pubblico di professionisti metterebbe rapidamente [il libro] in disparte per fonti di informazione più corrette dal punto di vista dei fatti".
How Not to Die (in italiano "Sei quel che mangi") è entrato nella lista dei Best Seller del New York Times almeno tre volte.
Il medico in pensione Harriet A. Hall, noto come scettico nella comunità medica, ha scritto che, mentre è ben accettato che sia più salutare avere una dieta a base vegetale, che una tipica dieta occidentale, Greger spesso sovrastima i benefici noti di una tale dieta, nonché i danni causati dal consumo di prodotti animali (ad esempio, in un discorso, ha affermato che un singolo pasto ricco di prodotti animali può "paralizzare" le arterie) e a volte non discute prove che contraddicono le sue affermazioni forti.

## Opere
- (EN) Michael Greger, Heart Failure: Diary of a Third-Year Medical Student, 2000.
- (EN) Michael Greger, Carbophobia: The Scary Truth Behind America's Low Carb Craze, 2005.
- (EN) Michael Greger, Bird Flu: A Virus of Our Own Hatching, 2007.
- (EN) Michael Greger e Gene Stone, How Not To Die: Discover the Foods Scientifically Proven to Prevent and Reverse Disease, Flatiron Books, 2015, ISBN 1250066115.
- (EN) Michael Greger, Gene Stone e Robin Robertson, The How Not to Die Cookbook: 100+ Recipes to Help Prevent and Reverse Disease, Flatiron Books, 2018, ISBN 1250127769.
  -  La dieta che ti salva la vita. 100 ricette per prevenire e curare le malattie, Baldini e Castoldi, 2018.
- (EN) Michael Greger, How Not to Diet: The Groundbreaking Science of Healthy, Permanent Weight Loss, Flatiron Books, 2019, ISBN 9781250199225.
- Michael Greger e Toni Olamoto, Plant-based on a Budget, BenBella Books, 2019.
- Come sopravvivere ad una pandemia, 2020